# Fanapanges
Fanapanges, Fala-Beguets, Falabanges, Falabenas, Falebenges, Fanapeges, Fono Penges o Kayo To (en inglés: Fanapanges Island) es una isla de las islas Faichuk. Administrativamente se ubica en el municipio de Fanapanges, distrito de Faichuk, estado de Chuuk, en los Estados Federados de Micronesia.
Su población es de 681 habitantes. Tiene una superficie de 1,57 kilómetros cuadrados. La tierra en la isla de Fanapanges es bastante montañosa. Mt. Wichuk tiene 112 metros. Cubre 1,9 km de norte a sur y 1,7 km de este a oeste. La isla tiene dos distritos, Sapotiu en el norte y Peniamwan en el sur.